# Filmworks XVI: Workingman's Death
 (novembre 2023).
Filmworks XVI: Workingman's Death est un album de John Zorn paru sur le label Tzadik en 2005. Il s'agit de la musique d'un documentaire de Michael Glawogger sur des hommes qui exercent un métier manuel pénible et dangereux.

## Titres
| 1.    | Gadani Slipway | 9:02 |
| 2.    | Juju           | 6:15 |
| 3.    | Sulphur Mining | 6:30 |
| 4.    | Horn Carrier   | 3:16 |
| 5.    | Atmosphere     | 2:14 |
| 6.    | The Miners     | 3:06 |
| 7.    | Steel Foundry  | 6:01 |
| 8.    | Work Trance    | 3:20 |
| 9.    | Ghost Ship     | 2:51 |
| 10.   | Dark Caves     | 3:18 |
| 11.   | Slaughterhouse | 9:10 |
| 12.   | Guitar Juju    | 6:20 |
| 61:23 |                |      |

## Personnel
- Shanir Ezra Blumenkranz - basse
- Cyro Baptista - percussions
- Jamie Saft - piano électrique, guitare
- Ikue Mori - percussions électroniques
- John Zorn - orgue, gamelan